# 920 (szám)
A 920 (római számmal: CMXX) egy természetes szám.

## A szám a matematikában
A tízes számrendszerbeli 920-as a kettes számrendszerben 1110011000, a nyolcas számrendszerben 1630, a tizenhatos számrendszerben 398 alakban írható fel.
A 920 páros szám, összetett szám. Kanonikus alakban a 23 · 51 · 231 szorzattal, normálalakban a 9,2 · 102 szorzattal írható fel. Tizenhat osztója van a természetes számok halmazán, ezek növekvő sorrendben: 1, 2, 4, 5, 8, 10, 20, 23, 40, 46, 92, 115, 184, 230, 460 és 920.